# Troy Terry
Troy Terry (Denver, Colorado, 10 de septiembre de 1997) es un jugador profesional estadounidense de hockey sobre hielo que se desempeña en la posición de extremo derecho en Anaheim Ducks, equipo de la National Hockey League (NHL).

## Carrera
Fue seleccionado en la quinta ronda en la NHL Entry Draft de 2015. En 2017 hizo su debut profesional con el equipo Anaheim Ducks, donde lleva jugando siete temporadas.